# Клуб любителей книг и пирогов из картофельных очистков
«Клуб люби́телей книг и пирого́в из карто́фельных очи́стков» (англ. The Guernsey Literary and Potato Peel Pie Society) — историко-романтический драматический фильм 2018 года, снятый режиссёром Майком Ньюэллом по сценарию Кевина Худа, Дона Руса и Тома Безучи. Сценарий основан на одноимённом романе 2008 года Мэри-Энн Шаффер и Энни Барроуз. Главные роли исполнили Лили Джеймс, Михиль Хаусман, Глен Пауэлл, Джессика Браун Финдлей, Кэтрин Паркинсон, Мэттью Гуд, Том Кортни и Пенелопа Уилтон.
Фильм, действие которого разворачивается в 1946 году, рассказывает о писательнице из Лондона, которая переписывается с жителем острова Гернси, находившегося во время Второй мировой войны под немецкой оккупацией.
Фильм произведён совместно Великобританией, Францией и США ; его дистрибуцией и финансированием занималась компания StudioCanal, а производством — Blueprint Pictures и Mazur/Kaplan Company. Работа над экранизацией романа Шаффер и Барроуз началась в 2010 году. В октябре 2016 года Джеймс подписала контракт на исполнение главной роли, а режиссером стал Ньюэлл. Основные съемки проходили в Англии с 23 марта по 15 мая 2017 года.
Премьера «Клуба любителей книг и пирогов из картофельных очистков» состоялась в Великобритании в апреле 2018 года, а в июне 2018 года он вышел на экраны кинотеатров Франции. Фильм собрал по всему миру 23 млн долларов и получил в целом положительные отзывы критиков. 10 августа 2018 года он стал доступен на платформе Netflix.

## Сюжет
В 1941 году на острове Гернси четверых друзей останавливают немецкие солдаты за нарушение комендантского часа во время немецкой оккупации. Чтобы избежать ареста, они говорят, что возвращаются со встречи литературного общества, который называется «Клуб любителей книг и пирогов из картофельных очистков».
Пять лет спустя, в январе 1946 года, писательница Джулиет Эштон занимается продвижением своей последней книги, написанную под псевдонимом Иззи Бикерстафф. Издатель Сидни Старк просит её написать статьи о пользе литературы для журнала «The Times Literary Supplement». Джулиет получает письмо от Доуси Адамса, жителя Гернси, который пишет, что в его распоряжении оказалась книга Чарльза Лэма «Очерки Элии», когда-то принадлежавшая Джулиет, и хочет узнать, где в Англии можно найти книжный магазин, чтобы купить другую книгу того же автора. Он рассказывает, что является членом «Клуба любителей книг и пирогов из картофельных очистков», который собирается каждую пятницу вечером. Джулиет посылает Адамсу книгу Лэма и его сестры Мэри «Сказки Шекспира», а взамен просит дополнительную информацию об этой общественной организации и о том, как она возникла.
Джулиет решает, что хотела бы написать об этом клубе, и договаривается о поездке на остров, несмотря на возражения Сидни. Перед посадкой Джулиет на паром её американский бойфренд Марк делает ей предложение, и она соглашается выйти за него замуж. По прибытии на Гернси Джулиет посещает собрание общества, где члены общества (Доуси Адамс, Амелия Могери, Исола Прибби, Эбен Рамзи и юный внук Эбена Илай) относятся к ней как к знаменитости. Джулиет сообщают, что Элизабет, основательница клуба, находится за границей. Доуси присматривает за её дочерью Кит, которая называет его папой. Джулиет просит разрешения написать статью о клубе, но Амелия отрицательно относится к этой идее.
Вместо того чтобы вернуться домой, Джулиет остается на Гернси для проведения исследования, сказав группе, что пишет о немецкой оккупации. В последующие дни она узнает, что Элизабет была арестована во время оккупации и отправлена в Германию, но её друзья все еще надеются, что она вернётся. Джулиет просит Марка, служащего в вооруженных силах, попытаться разыскать Элизабет. Хозяйка дома рассказывает Джулиет, что Элизабет не была святой, намекая на то, что она занималась сексом с немецкими оккупантами в обмен на предметы роскоши. Джулиет расспрашивает Доуси об этой истории, и тот объясняет, что на самом деле он не является отцом Кит. Её настоящим отцом был Кристиан Хеллманн, немецкий врач, работавший вместе с Элизабет в местной больнице. Хеллманн был выслан в Германию и погиб, когда его корабль затонул.
Марк прибывает на Гернси и недоволен тем, что Джулиет не носит кольцо невесты. Он раздобыл информацию об Элизабет, и Джулиет сообщает обществу, что Элизабет была отправлена в концентрационный лагерь Равенсбрюк. Там она была застрелена, пытаясь защитить своего товарища по заключению. Джулиет и Марк возвращаются в Лондон, но Джулиет не может вернуться к прежней жизни. Она расстаётся с Марком и начинает писать об обществе. Закончив рукопись, она отдает один экземпляр Сидни, а другой направляет в общество. Доуси читает её сопроводительное письмо вслух и понимает, что Джулиет рассталась с Марком. Он решает отправиться к ней и уезжает в Лондон. В это же время Джулиет договаривается о возвращении на Гернси. Она уже садится на паром, когда замечает на пристани Доуси, и они встречаются. Доуси собирается сделать Джулиет предложение, но она прерывает его, чтобы спросить о том же. Он соглашается.
Спустя некоторое время Доуси читает Кит «Сказки Шекспира», рядом с ним сидит Джулиет, на руках Доуси и Джулиет обручальные кольца. Во время титров Общество проводит еще одну встречу за кадром, в том числе и с Сидни, обмениваясь отрывками из книг и обсуждая их.

## В ролях
- Лили Джеймс — Джулиет Эштон
- Михил Хёйсман — Доуси Адамс
- Глен Пауэлл — Марк Рейнолдс
- Джессика Браун Финдлей — Элизабет Маккена
- Кэтрин Паркинсон — Исола Прибби
- Мэттью Гуд — Сидни Старк
- Том Кортни — Эбен Рамзи
- Пенелопа Уилтон — Амелия Могери
- Брона Галлахер — Шарлотта Стимпл
- Кит Коннор — Илай Рамзи
- Энди Гатергуд — Эдди Меарс
- Флоренс Кин — Кит Маккенна
- Николо Пасетти — Кристиан Хеллман

## Критика
Фильм получил в основном положительные оценки кинокритиков. На сайте Rotten Tomatoes фильм имеет рейтинг 82 % на основе 61 рецензии критиков со средней оценкой 6,3 из 10. На сайте Metacritic фильм получил оценку 65 из 100 на основе 10 рецензий, что соответствует статусу «в основном положительные отзывы».